# Vatikanska lira
Vatikanska lira bila je službena valuta Vatikanskog Grada u razdoblju od 1929. do 2002. godine. Nakon toga uveden je euro kao nova službena valuta. Prema standardu ISO 4217 oznaka valute bila je VAL.

## Povijest
Papinska Država koja se do tada nalazila na manjem području u blizini Rima koristila je vlastitu liru između 1866. i 1870. nakon čega je ta valuta prestala postojati. Lateranskim ugovorima iz 1929. uspostavljena je država Vatikan te je na temelju uvjeta iz ugovora uvedena vatikanska lira koja je bila u skladu s talijanskom lirom. Kovanice nove valute kovale su se u Rimu te su osim u Vatikanu postale platežno sredstvo i u Italiji te San Marinu. Kovanice su se kovale u ime Uprave baštine Svete Stolice. Također, talijanske novčanice i kovanice bile su također zakonsko sredstvo plaćanja u Vatikanu.
Iako Vatikan nije član Europske unije, on je 1999. usvojio euro kao novu službenu valutu koja je uvedena 2002. kao rezultat sporazuma o financiranju s Italijom. Tečaj koji je tada određen kao službeni iznosio je: 1 euro = 1.936,27 vatikanskih lira.

## Kovanice
Kao stoti dio vatikanske lire uveden je centisimo. 1929. uvedene su kovanice od 5 i 10 centisima od bakra, 20 i 50 centisima te kovanice 1 i 2 lire od nikla kao i srebrne kovanice od 5 i 10 lira. 1939. godine bakrene kovanice su zamijenjene onima od aluminija i bronce dok 1940. kovanice od nikla zamjenjuju one izrađene od nehrđajućeg čelika. U razdoblju između 1941. i 1943. kovanje raznih denominacija je svedeno na tek nekoliko tisuća godišnje.
1947. godine uvedene su nove kovanice od 1, 2, 5 i 10 lira od aluminija. Količina tih kovanica je smanjena 1951. Kovanice od 50 i 100 lira izrađene od nehrđajućeg čelika počele su cirkulirati u platnom prometu 1955. nakon čega su 1957. uvedene kovanice od aluminij-bronce od 20 lira a 1958. srebrne kovanice od 500 lira. Proizvodnja kovanice od jedne i dvije lire je prestala 1977., a godinu potom i od 5 lira. 1978. uvedene su kovanice od 200 lira izrađene od aluminija i bronce. U razdoblju od 1985. do 1997. uvođene su bi-metalne kovanice od 500 i 1000 lira.
Povodom jubileja 2000. godine, u zlatu su iskovane kovanice od 50.000 i 100.000 lira.
Kovanice vatikanske valute imale su istu veličinu i težinu te osobinu legura kao i one od talijanske lire.

## Vanjske poveznice
- Krause, Chester L. and Clifford Mishler, Standard Catalog of World Coins: 1801-1991, 18ª ed., Krause Publications, 1991. ISBN 0-87341-150-1
- Antonio Pagani, Monete italiane dall'invasione napoleonica ai giorni d'oggi (1796-1963).
- Alfa Edizioni. Catalogo Alfa delle Monete italiane e Regioni - 33ª edizione 2008 Alfa Edizioni Torino
- Eupremio Montenegro, Manuale del collezionista di monete italiane, 29ª ed., Torino, Edizioni Montenegro, 2008. ISBN 9788888894034
- Fabio Gigante, Monete italiane dal '700 all'avvento dell'euro, 17ª ed., Varese, Gigante, 2009. ISBN 9788889805091